# Podział administracyjny Kościoła katolickiego w Republice Zielonego Przylądka
Podział administracyjny Kościoła katolickiego w Republice Zielonego Przylądka – w ramach Kościoła katolickiego w Republice Zielonego Przylądka funkcjonują obecnie dwie diecezje, podległe bezpośrednio do Rzymu.
Jednostki administracyjne Kościoła katolickiego obrządku łacińskiego w Republice Zielonego Przylądka:

## Diecezje bezpośrednio podległeRzymowi
- Diecezja Mindelo
- Diecezja Santiago de Cabo Verde